# Dart River (Mitta Mitta River)
Der Dart River ist ein Fluss im Osten des australischen Bundesstaates Victoria. 
Er entspringt südlich der Kleinstadt Upper Nariel nördlich des Alpine-Nationalparks, fließt nach Südwesten und mündet in den Lake Dartmouth und damit in den Mitta Mitta River.